# Fronteira Alemanha–Dinamarca
A fronteira entre a Alemanha e a Dinamarca é a linha que separa os territórios da Alemanha e da Dinamarca, correndo ao longo de 68 km na península da Jutlândia entre o mar do Norte e o mar Báltico, a norte de Flensburg.
A fronteira entre a Dinamarca e a Alemanha foi estabelecida em 1870 após a unificação da Alemanha e, em seguida, avançou mais de uma dezena de quilómetros para norte da fronteira que hoje existe, que foi acordada em 1918.